# Auguste Vimar
Pour les articles homonymes, voir Vimar.
Auguste Vimar (1851-1916) est un peintre, sculpteur, dessinateur et illustrateur français.

## Biographie
Auguste Vimar nait le 3 novembre 1851 à Marseille. Il fait ses études au lycée Thiers.
Il est surtout connu pour ses talents d'illustrateur. Il illustra de grands classiques comme Fables de La Fontaine ou des livres de ses amis, comme L'Arche de Noé de Paul Guigou. Il a aussi écrit lui-même et illustré des livres pour enfants, comme Le Boy de Marius Bouillabès ou L'Automobile Vimar. 
Il collabora à de nombreux journaux dont le Le Figaro illustré, Le Rire, Mon journal, Le Journal du dimanche, La Vedette, La Provence artistique & pittoresque.
Il influença Benjamin Rabier. 
Auguste Vimar meurt le 21 août 1916 à Marseille.

## Œuvres

### Texte et illustrations par Vimar
- L'Automobile Vimar, 1897 lire en ligne sur Gallica
- En automobile, Librairie du Figaro, 1902.
- ABCD: La ménagerie de Bébé, les lettres enseignées par les bêtes, Librairie Ch. Delagrave, 1902.
- La Poule à poils, Paris, H. Laurens, 1904 lire en ligne sur Gallica ; réédition Éditions Plumes & Crayons, 2017  (ISBN 9791097269067)
  - Curly-haired hen, traduction de Nora Kathleen Hills, New York, Desmond FitzGerald Inc., 1914 [lire en ligne] ; rééd. New York, Grosset 1938
- Le Boy de Marius Bouillabès, Paris, H. Laurens, 1906 lire en ligne sur Gallica
- Clown, Paris, H. Laurens Paris 1911. 
  - Clown : The Circus dog, Chicago, Reilly & Britton, 1917, traduction de Nora Kathleen Hills [lire en ligne]
- Les Leçons de choses du petit coloriste, Paris, H. Laurens,
- Les Petits Animaux de la basse-cour, Paris, H. Laurens lire en ligne sur Gallica

### Illustrés par Vimar
- Bouliana, 1874 [7]
- P. Guigou : L'Arche de Noé, Paris, Plon, 1894 [lire en ligne]
- H Signoret : La Légende des bêtes, Plon Nourrit et Cie, vers 1895.
- Eugène Mouton: Les Vertus et les Grâces des Bêtes. Zoologie morale Mame Tours, 1895 lire en ligne sur Gallica
- E. Mouton : Le Supplice de l'opulence, frontispice en couleur par Auguste Vimar, Ollendorff, 1895
- P. Guigou : L'Illustre dompteur, Plon Nourrit et Cie, 1895 lire en ligne sur Gallica
- E. Mouton : Le Dernier des lions, Librairie Delagrave, 1896 lire en ligne sur Gallica
- P. Guigou : Pierrot dompteur, Le Figaro illustré lire en ligne sur Gallica
- Fables de La Fontaine éditions maison Alfred Mame et fils Tours, 1897 lire en ligne sur Gallica
- Fables de Florian, vers 1898 lire en ligne sur Gallica
- J. Claretie : L'Oie du Capitole, Société française d'édition d'Art, 1899 lire en ligne sur Gallica
- Contes de Perrault, coll., Paris, H. Laurens, vers 1900 lire en ligne sur Gallica (Vimar n'illustre que le petit chaperon rouge).
- Fables de Lachambeaudie, Librairie Delagrave, 1902 lire en ligne sur Gallica
- Camille Lemonnier : Les Maris de Mlle Nounouche, histoire de chats, H. Floury, 1906.
- H. Signoret: Mardi gras des animaux, Paris, F. Juven, vers 1910.
- G. Galland : La Grève des animaux, histoire vraie inventée, Tours, Maison Alfred Mame et fils, vers 1910 lire en ligne sur Gallica
- Le Roman du Renard, Paris, H. Laurens, 1909 ; réédition  Frédéric Douin Editions, 2014  (ISBN 9782354981099) ; réédition Beauchesne, 2017  (ISBN 9791097269050)

### Sculptures et bronzes de Vimar
- Éléphant et Orang outan (bronze de Siot-Decauville) 1900[8]
- Ane qui braie ou Retour du marché (Siot-Decauville) 1903[9]
- Cheval échappé (Siot-Decauville, ensuite Colin) 1902[9]
- Un philosophe (qui représente un âne couché) (Barbedienne) 1901[9]
- La ruade (Siot-Decauville, ensuite Colin) 1906
- Amazone ou En passant (Siot-Decauville) 1913
- Mes chiens (un presse-papiers représentant un groupe de chiens) (Siot-Decauville) 1908
- Cheval de bohémiens et singes (Siot-Decauville)
- Jeune cavalière (sa nièce Jacqueline Chéruit, fille de la couturière Louise Chéruit) (exemplaire unique en bronze)
- Singe et pichet (manufacture nationale de Sèvres)

### Cartes postales
- Vimar a illustré des cartes postales pour l'Exposition coloniale de Marseille en 1906[10]

### Musées possédant des tableaux de Vimar
- Béziers : Promenade dans le parc[11]
- Marseille : Causerie de chiens (exposé en 1885 au Salon des artistes français à Paris)
- Marseille : La Leçon de chant (exposé en 1879 au Concours régional de Marseille)
- Dijon : Ma chienne (exposé en 1891 à la Société nationale des beaux-arts, don du baron de Rothschild)[12]
- Digne : Intérieur d'écurie[13]

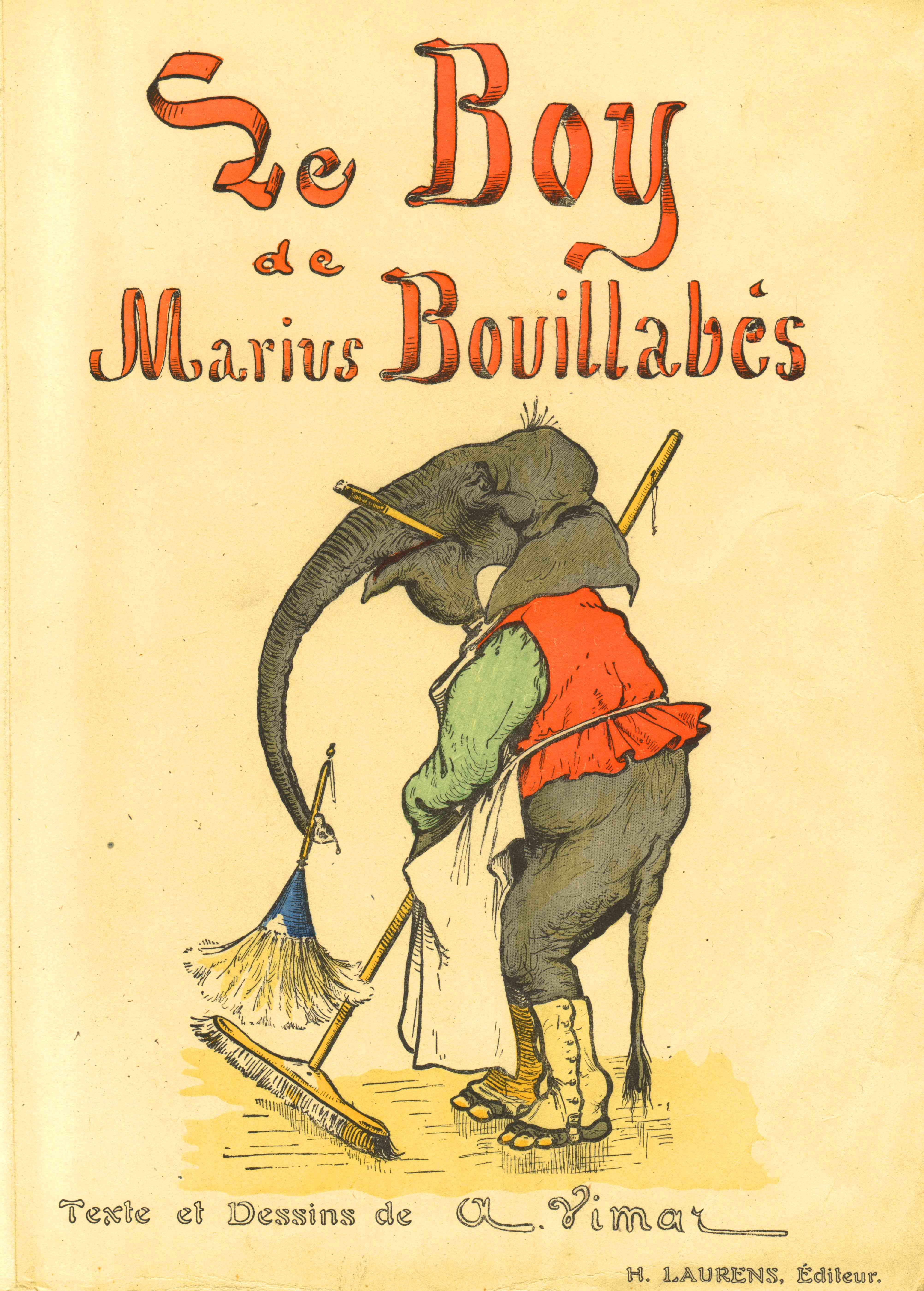
Couverture du livre Le Boy de Marius Bouillabès.
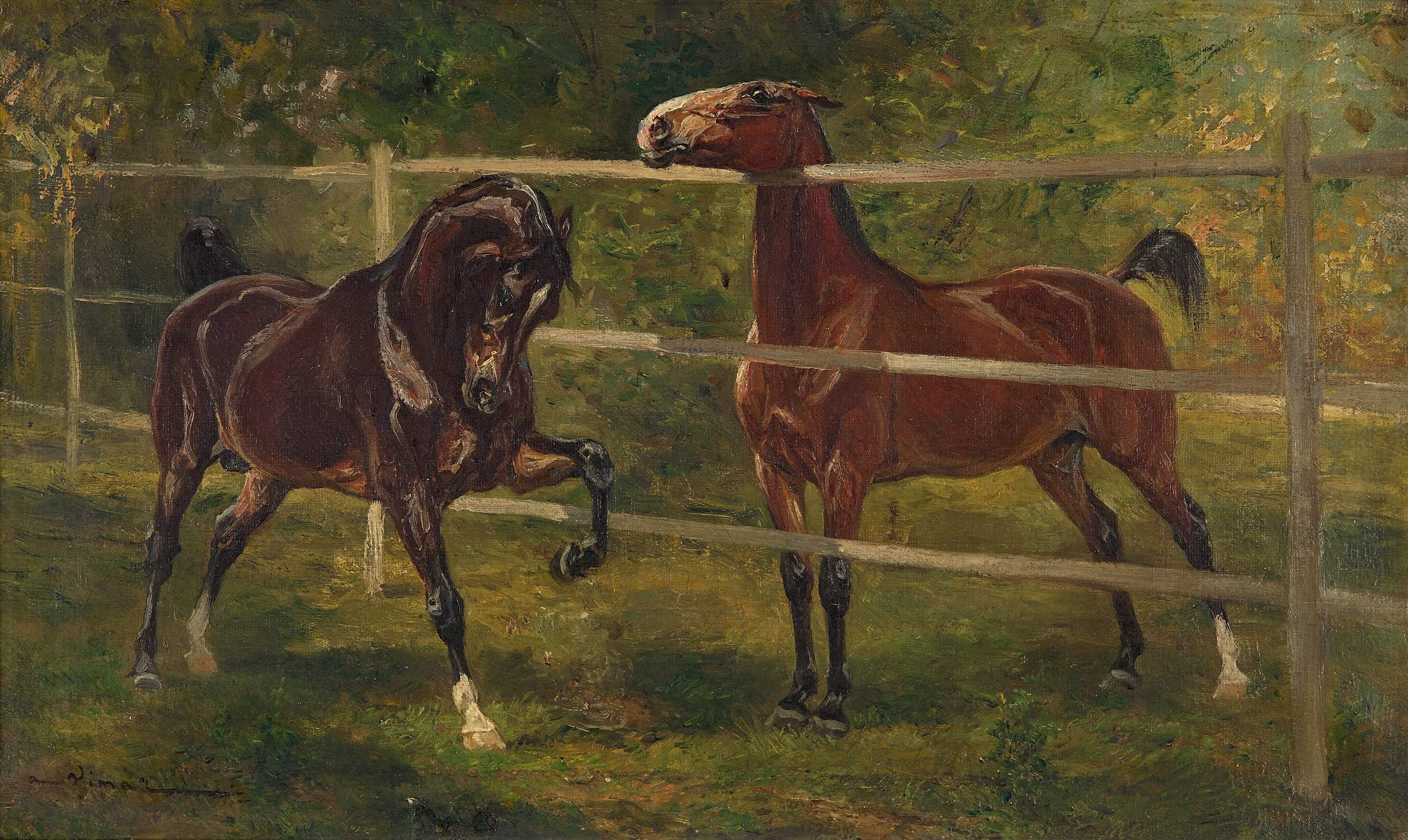
Peinture à l'huile, musée des Beaux Arts de Marseille.
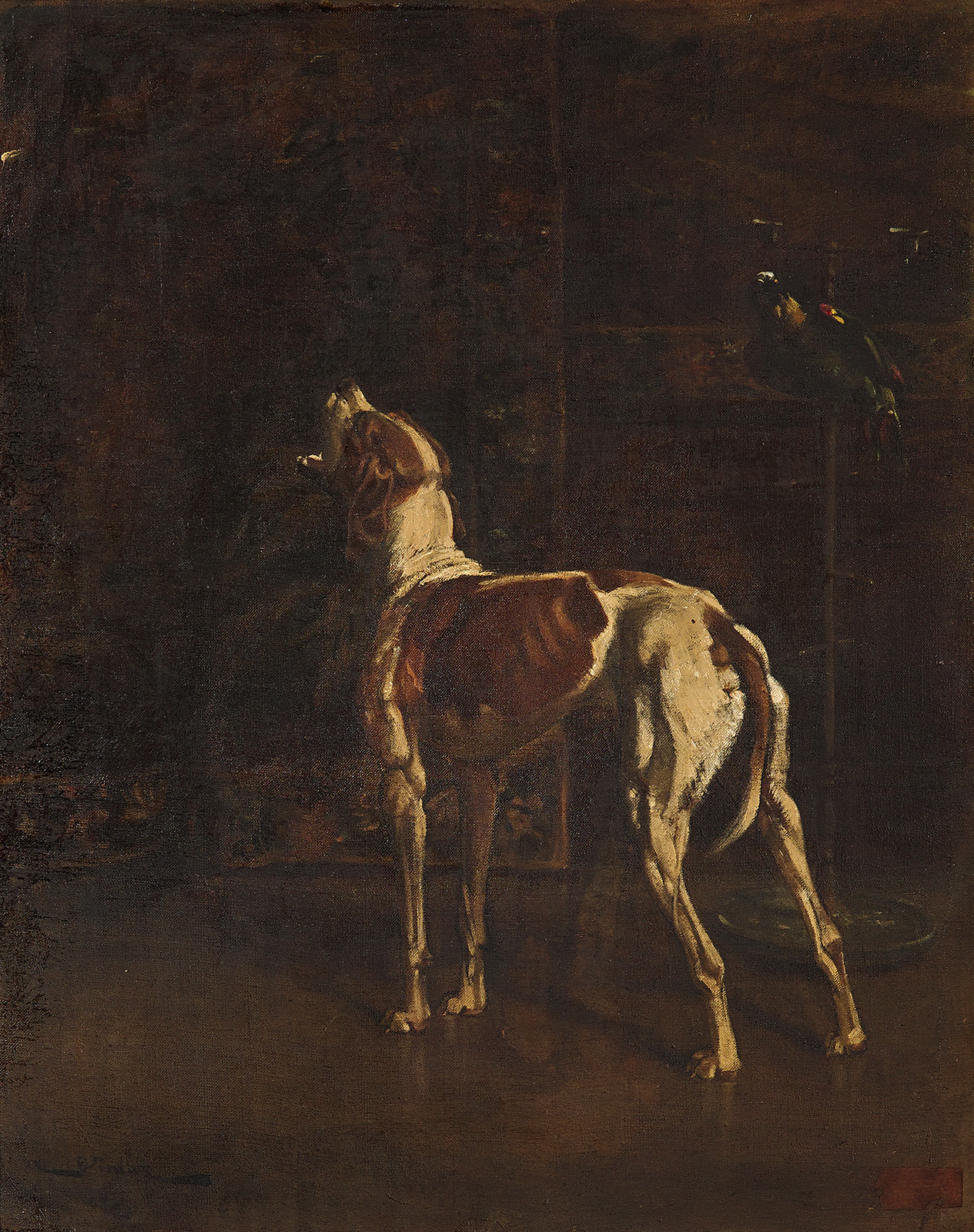
Peinture à l'huile, musée des Beaux Arts de Marseille.
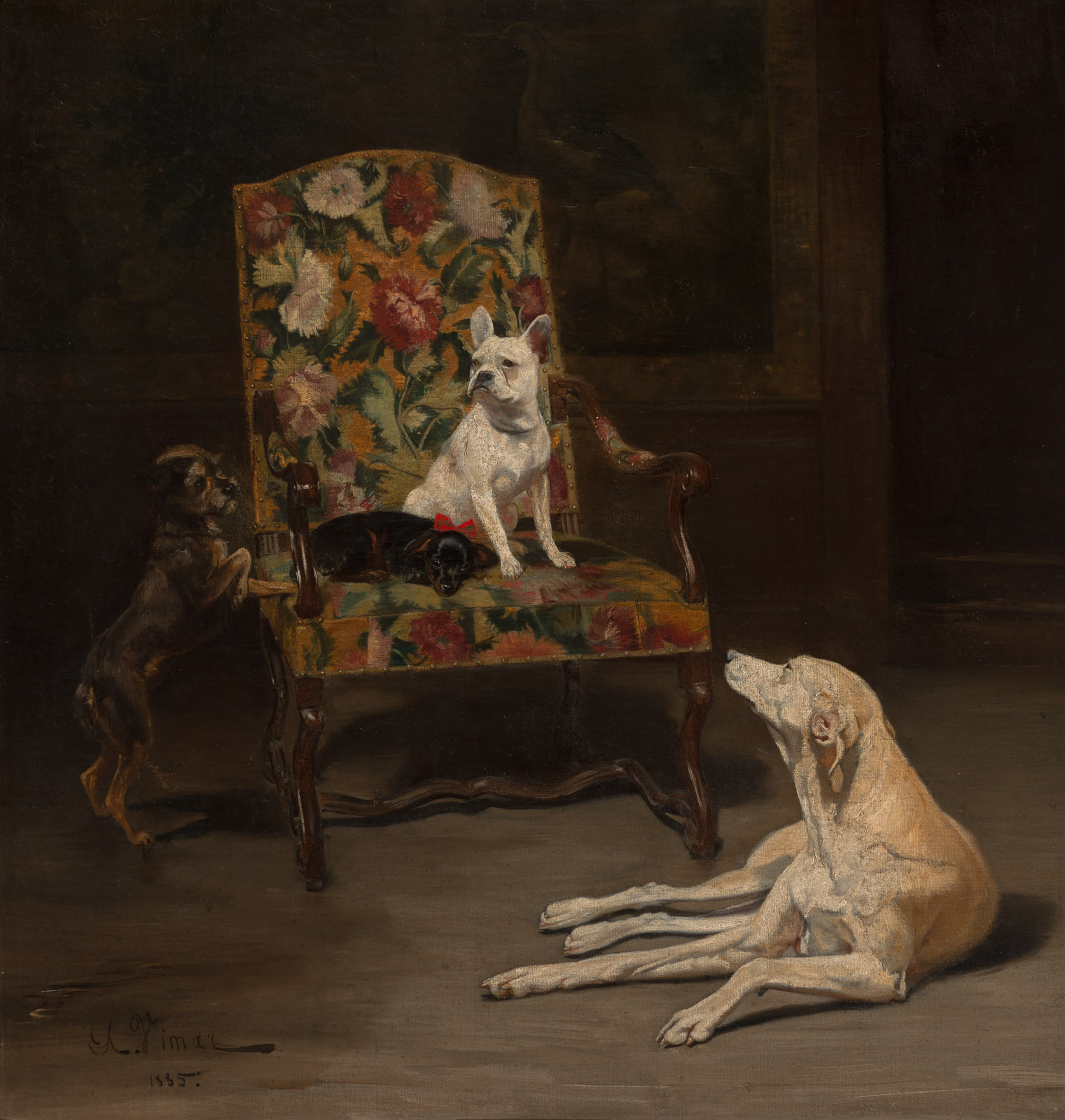
Peinture à l'huile, musée des Beaux Arts de Marseille.
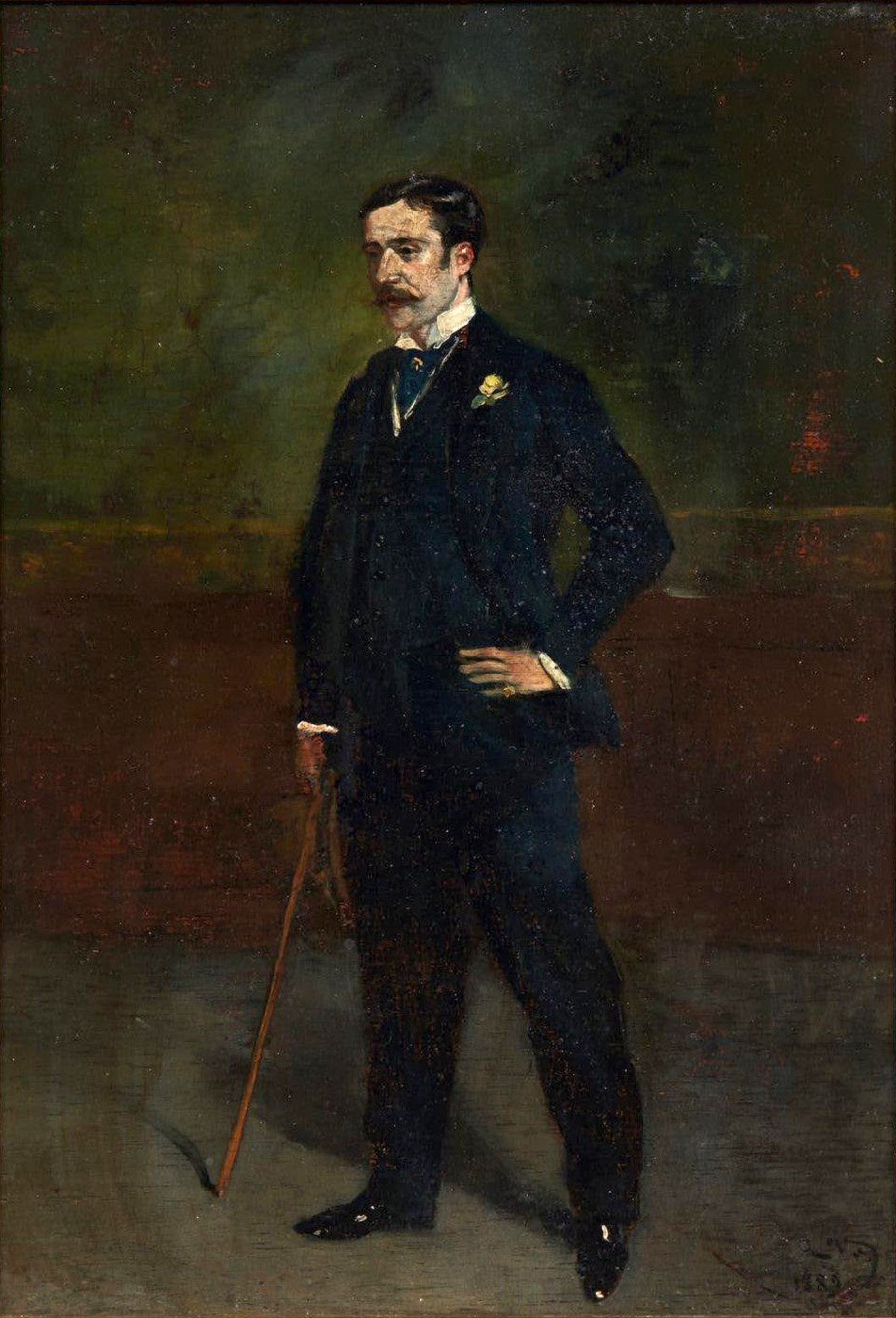
portrait de Prosper Chéruit, le mari de Louise Chéruit.

## Expositions
- « Auguste Vimar (1851-1916) », dessins, 2004, Paris, Galerie Alfa